# Chiesa di Santa Maria di Monteverginella
La chiesa di Santa Maria di Monteverginella è un luogo di culto d'origine medioevale della città di Napoli. Alla sinistra dell'edificio si ha l'accesso a un ulteriore luogo di culto: l'Oratorio della Confraternita dell'Immacolata Concezione.

## Storia
L'edificio, con l'annesso monastero, venne fondato nel 1314 da Bartolomeo di Capua, protonotario del re Roberto d'Angiò, che in questo luogo aveva una propria residenza.
Nella nuova costruzione venne accorpata l'antica edicola di Santa Maria di Alto Spirito. Nel 1588 terminò la costruzione della navata principale della nuova chiesa cinquecentesca, nata sulla precedente chiesa trecentesca. Il complesso subì un parziale rimaneggiamento ad opera dell'architetto e ingegnere Vito Alfieri e nel XVII secolo ad opera di Francesco Antonio Picchiatti.
La decorazione interna a stucchi e marmi si deve a Domenico Antonio Vaccaro, che vi lavorò nel 1726. 
Nel 1843, la chiesa venne nuovamente ristrutturata da Gaetano Genovese, il quale eliminò gran parte delle decorazioni settecentesche.
Dopo alcuni anni di chiusura, la chiesa riapre al pubblico nell'ottobre del 2019.

## Interno
L'interno è a croce latina, a navata unica e cinque cappelle per lato. Sul soffitto sono collocate tre tele raffiguranti Visione di San Guglielmo da Vercelli, Apparizione di Cristo a San Guglielmo da Vercelli, Madonna con Bambino in gloria e santi, opera di Domenico Antonio Vaccaro del 1728. Sempre allo stesso artista si deve il disegno del pavimento in cotto e marmi policromi della navata e della sagrestia.
Nelle cappelle laterali e nel transetto si ammirano numerose opere pittoriche realizzate da vari artisti, come: Luca Giordano, Mattia Preti, Andrea De Lione, Fabrizio Santafede, Francesco Di Maria, Simone Papa, Avanzino Nucci, Ferrante Amendola, Carlo Mercurio, Michele De Napoli, Antonino Licata.
Del 1656 è l'altare maggiore, realizzato in marmo pregiato e pietre dure da Francesco Antonio Picchiatti. Gli affreschi seicenteschi del transetto sono di Belisario Corenzio.
Nella chiesa è conservato il corpo di San Francesco Caracciolo dei Chierici Regolari Minori.
Sono inoltre conservati i corpi di 3 sante martiri: Santa Cristina, Santa Ermione e Santa Gatuzia.

## Il chiostro
Il chiostro, di forma rettangolare, è caratterizzato da ventotto pilastri in piperno e da pilastri ornati con capitelli tuscanico in travertino nell'ambulacro. Gli stucchi delle finestre sono attribuiti a Domenico Antonio Vaccaro; al centro, il pozzo risalente al XVII secolo.
Durante la seconda guerra mondiale, in seguito all'esplosione della motonave Caterina Costa, che imbarcava i rifornimenti per le truppe italiane in Africa, un grosso frammento di carrucola cadde nel chiostro senza procurare danni. In ricordo dello scampato pericolo le Figlie di Maria Ausiliatrice - Salesiane di Don Bosco collocarono il frammento ai piedi della statua della Madonna.